# Serixia optabilis
Serixia optabilis är en skalbaggsart som beskrevs av Francis Polkinghorne Pascoe 1867. Serixia optabilis ingår i släktet Serixia och familjen långhorningar. Inga underarter finns listade i Catalogue of Life.